# Lionel Manga
Pour les articles homonymes, voir Manga (homonymie).
Lionel Manga, né le 1er juin 1955 à Dschang et mort le 15 décembre 2024 à Douala, est un journaliste, écrivain, commissaire d'exposition et critique d'art camerounais. Il est l'auteur de L'ivresse du papillon, le premier ouvrage sur la scène des arts plastiques au Cameroun paru en 2008. Son premier roman intitulé La Sphère de Planck est sorti en 2022.

## Biographie
Lionel Manga est né le 1er juin 1955 à Dschang dans le Cameroun français à l'époque (dans l'actuelle région de l'Ouest). Dans les années 1970, il fait des études de sciences économiques à la fac Tolbiac de l'université Paris-1 Panthéon-Sorbonne à Paris. Il est par la suite rapatrié par ses parents à Yaoundé.
Lionel Manga travaille au Cameroun comme animateur radio et chroniqueur. Il tient pendant plusieurs années à la radio au Cameroun une chronique sur l'environnement intitulée Klorofil. L'émission de radio quotidienne sur l’environnement connait une certaine popularité et lui vaut le surnom de « petit homme vert ». Il crée African Logik, le premier lieu de la scène rap et hip-hop du Cameroun.
Il est publié dans diverses revues parmi lesquelles Afrique et Méditerranée, Local Contemporain, Riveneuve Continents, Politique Africaine, Douala in translation. Il écrit également pour les quotidiens Mutations de 2001 à 2003 et Le Messager de 2006 à 2008. 
En 2008, il écrit L'Ivresse du papillon, un essai sur l'art contemporain au Cameroun.
En 2017, il ouvre les ateliers de la pensée à Dakar avec une intervention sur la planète du point de vue de la rainette puis coordonne à Paris en 2018, le séminaire « Cosmocides : Art(s), violence, 21e siècle » avec Dominique Malaquais, en partenariat avec l’EHESS et la Cité internationale des arts.
En 2022, il publie La Sphère de Planck, son premier roman.
Lionel Manga meurt le 15 décembre 2024 à Douala, à l’âge de 69 ans.